# Вера Тутњевић
Вера Тутњевић (Посавски Подгајци, 1945) српска је књижевница, у младости је писала поезију и књижевне огледе. Двоструки је добитник Кочићеве Награде Друштва наставника српскохрватског језика БиХ.

## Биографија
Вера Тутњевић, дјевојачки Абрамовић, рођена је 1945. године у селу Посавски Подгајци код Жупања у Славонији. По завршетку основне школе у Брчком, похађа Учитељску школу у Осијеку, одакле је послије друге године прешла у Учитељску школу у Тузли коју је завршила 1964. године. Након што је једну годину радила као учитељица у славонском селу Гуња (преко пута Брчког, уписала је студиј на Филозофском факултету у Сарајеву (група Историја југословенских књижевности и српскохрватски језик) гдје је дипломирала 1969. године.
У младости је писала поезију и књижевне огледе. Објављивала је у студентском листу „Наши дани” (Сарајево) и омладинском гласилу „Младост” (Београд). Два пута је добила Кочићеву награду Друштва наставника српскохрватског језика БиХ (као средњошколац и као студент) за радове о књижевном дјелу Петра Кочића који су потом објављени у часопису „Путеви” (Бања Лука).
Као професор предавала у Медицинској школи у Сарајеву и била дугогодишњи помоћник директора и директор Школског здравственог центра у Сарајеву. Све до краја 1994. године, провела је у ратном Сарајеву и радила као професор босанског језика у „ратној“ школи Отока. По изсласку из Сарајева и доласку у Београд, гдје се спојила са породицом од 1995. до пензионисања 2000. године, радила у Основној школи „Цана Марјановић“ Раља код Београда.
Тренутно живи у Београду.